# Kiến ba khoang
Kiến ba khoang có tên khoa học là Paederus fuscipes, thuộc họ Staphilinidae (cánh cụt), bộ Cánh cứng. Loài côn trùng này có thân mình thon, dài như hạt thóc (dài 1–1,2 cm, ngang 2–3 mm), có hai màu đỏ và đen. Về mặt khoa học thì kiến ba khoang không thuộc họ kiến, nhưng vì nhìn giống con kiến nên người ta hay gọi với nhiều tên gọi khác nhau như kiến hoang, kiến kim, kiến lác, kiến gạo, cằm cặp, kiến nhốt, kiến cong...
Kiến ba khoang không đốt hay cắn, nhưng trong dịch cơ thể của nó có chứa pederin, một loại chất độc gây rộp, phỏng da, và Paederus dermatitis, một loại viêm da khi bị côn trùng đốt. Đây là một loài côn trùng ăn thịt côn trùng khác, chuyên săn rầy trên đồng ruộng.
Khi bị kiến ba khoang bám trên da, không nên dùng tay giết mà khuyến cáo chỉ nên thổi nó đi. Khi bị giết, dịch trong cơ thể kiến ba khoang sẽ gây rộp, phỏng da.
Viêm da tiếp xúc do tác nhân chính là pederin, gây ra các triệu chứng đỏ da, phồng rộp, mụn nước, mụn bỏng, đau rát, để lâu tiến tới loét da, nhiễm trùng. Hầu hết các trường hợp là bị nhẹ, nêu biết cách xử trí sớm thì thương tổn sẽ được giới hạn. Nếu không may trở nặng, cần đưa người bệnh tới các bệnh viện để cấp cứu, có thể cần tới kháng độc, corticoid, kháng sinh...